# ACS Poli Timișoara
El Asociația Club Sportiv Poli Timișoara (en español: Asociación del Club Deportivo Poli de Timișoara), conocido simplemente como ACS Poli Timișoara, es un club de fútbol profesional de la ciudad de Timișoara, Rumania, que juega en la Liga III. Es el sucesor oficial del club original fundado en 1921, el FC Politehnica Timişoara, que se declaró en quiebra y se disolvió en la temporada 2011-12. El club es propiedad del Ayuntamiento y el Consejo del Condado y tiene el respaldo de la Universidad Politehnica de Timişoara, los tres miembros activos en la entidad legal que dirigen el club. El equipo había ganado dos copas rumanas y fue dos veces subcampeón en la Liga I. Un clásico del fútbol rumano, ocupa el octavo lugar en la clasificación histórica de Liga I de todos los tiempos, con 49 temporadas disputadas.
El club debe su nombre a la Universidad Politécnica de Timişoara, el club fue fundado en 1921 por Traian Lalescu. Después de dos décadas en las ligas regionales, Poli promovió a la primera división en 1948. Desde entonces han pasado 49 temporadas en el nivel superior, terminando segundo puesto en dos ocasiones y presentando en seis finales de la Copa Rumana. En la temporada 2010-11, terminaron en el segundo puesto, pero fueron relegados debido a las deudas y la incapacidad para obtener una licencia para la siguiente temporada. A partir de ese momento comenzaron las disputas legales por el nombre, los colores y el palmarés del nuevo ACS Poli Timișoara y el FC Politehnica Timişoara.
Con los años, Poli desarrolló rivalidades con el Dinamo Bucureşti y UTA Arad. Timişoara y Arad están situados cerca unos de otros y son las principales ciudades de la región. Timişoara y Arad pretenden ser el primer lugar donde se jugó el fútbol en Rumania. Los colores tradicionales del club son el morado y el blanco.

## Historia

### Comienzos del Politehnica Timişoara
El club fue creado en Timişoara en 1921 como Politehnica 1921 Știința Timișoara, un equipo estudiantil de la Universitatea Politehnica din Timișoara (la Universidad Politécnica de Timişoara). El club se mantuvo a la sombra de los grandes equipos de la ciudad en el período de entreguerras, el Ripensia Timişoara y el Chinezul Timişoara. Después de la guerra y después de un breve período de éxito de su rival el CFR Timişoara, el club logró ganar dos Copas de Rumanía en las temporadas 1957–1958 y 1979–1980. A lo largo de su historia, el Politehnica ha completado algunos partidos notables en competiciones europeas como las eliminaciones de grandes clubes europeos entre los que destacan el Atlético de Madrid y el Celtic FC. Pese a ello, el Poli nunca ha sido campeón de Rumania.
Pocos años después de la caída del comunismo y tras un período de decadencia que sufrió el equipo, incluyendo su paso por las ligas universitarias, llegó al club un nuevo patrocinador, el italiano Claudio Zambon. El equipo logró un empate en 1991 con el Real Madrid y en 1995 militó en la Liga II. Allí, el equipo de Timișoara estuvo varias temporadas seguidas y descendió a la Liga IV.

### Traslado del AEK Bucarest a Timişoara
En 2002, tras los conflictos con los miembros fundadores del club, Zambon decidió trasladar el equipo a Bucarest para atraer a los aficionados de la capital. Fue entonces cuando el AEK Bucarest se trasladó de la capital a Timișoara por decisión de su dueño, Anton Dobos, y ocupar el vacío dejado en la ciudad de Timișoara por el Poli. El AEK, en asociación con los fundadores del FC Politehnica Timișoara, tomó el nombre y los colores del antiguo club y lo renombró a Politehnica AEK Timișoara.

### Pleito de las dos Politehnicas

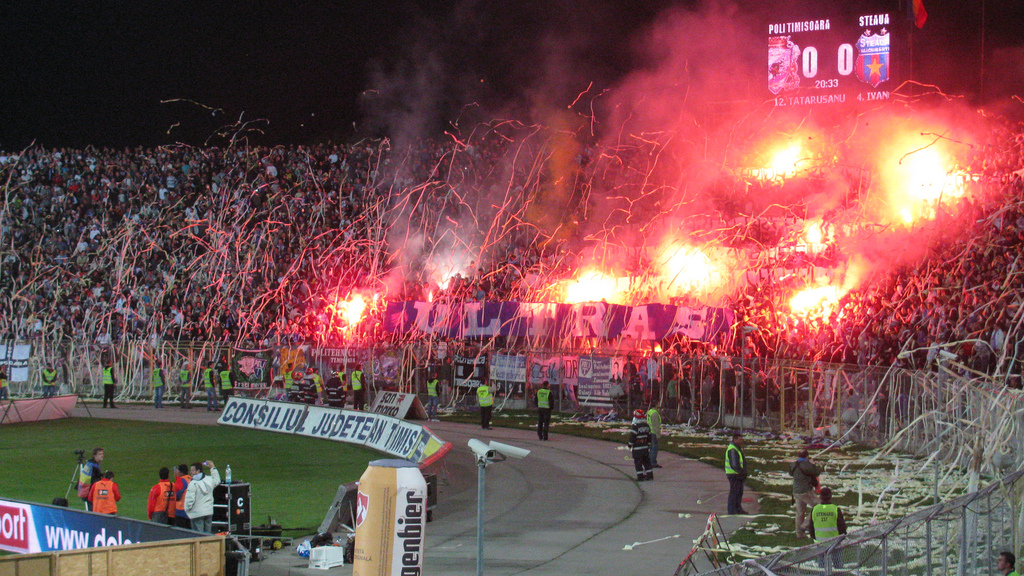
Aficionados del Poli Timișoara en un partido contra el Steaua en el Stadionul Dan Păltinişanu.

Claudio Zambon, dueño del Politehnica Timişoara que se había mudado a la capital y que militaba en la cuarta liga del país, demandó al nuevo club de Timișoara. Zambon aseguró que los récords y los colores pertenecían a su club y que el Politehnica AEK Timișoara no tenía derecho a tomar el nombre y colores de la Politehnica. El Politehnica AEK Timișoara argumentó que tenía el derecho a usar los colores por el contrato de asociación firmado con los fundadores. Sin embargo, la disputa llegó al Tribunal Arbitral del Deporte en Lausana que falló a favor del Politehnica Timişoara y obligó al nuevo equipo a utilizar otro escudo y otros colores.
En 2007 el equipo fue renombrado a FC Politehnica Știința 1921 Timișoara, pero el Tribunal Arbitral del Deporte consideró que el nuevo nombre seguía siendo fácil de confundir con el club original de la cuarta liga, dando como plazo para el cambio de nombre el 30 de junio de 2008, de lo contrario el club no podría ser inscrito en la Copa de la UEFA, competición para la que se había clasificado en la temporada 2007-08. Por lo tanto, a partir de esta fecha, el club fue nombrado Fotbal Club Timișoara y sus colores eran púrpura y negro.
A principios de septiembre de 2008 se reveló que la Oficina Estatal de Invenciones y Marcas envió una carta que certifica que la FC Politehnica Știința 1921 Timișoara es una marca registrada, el emblema, los colores y las demás marcas son del club adecuado. Así, desde el 17 de noviembre, el club había regresado a su nombre de fundación, a saber, el FC Politehnica Timișoara. El cambio puede ser visto en la web oficial del club, donde ya se utiliza el nombre de la Politehnica Timișoara y el color predominante es el morado y blanco.

### Descenso a Liga II y desaparición
En la temporada 2010-11, el Politehnica finalizó subcampeón de liga, cuatro puntos por debajo del campeón Otelul Galati. Sin embargo, el 31 de mayo de 2011, la Federación Rumana de Fútbol anunció el descenso administrativo del club a Liga II por las deudas acumuladas y la suspensión de participar en la Liga de Campeones 2011/12. Marian Iancu, dueño del club, anunció su intención de recurrir la sanción por considerarla "un abuso".
Jugaron en la Liga II en la temporada 2011/12 con el nombre Politehnica Timişoara y obtuvieron la promoción para la Liga I, pero de nuevo fueron suspendidos y relegados a la Liga II y en setiembre del 2012 desapareció. El ACS Recaş se mudó a Timişoara y cambió su nombre por el de ACS Poli Timişoara, pero los aficionados del desaparecido equipo decidieron apoyar al equipo aficionado ASU Politehnica Timişoara, el cual representa a la universidad.

### Segunda resurrección (2012-)
En el verano de 2012, ACS Recaş, un club promovido recientemente a la Liga II, se trasladó a Timișoara y cambió el nombre de ACS Poli Timişoara después de la disolución del FC Politehnica Timişoara. Valentin Velcea continuó como entrenador en jefe, mientras que la plantilla consistió principalmente en los jugadores principales de ACS Recaş y varios jugadores actuales y exjugadores de FC Politehnica. Desde su concepción, el club ha sido financiado principalmente por las autoridades locales, ya que el alcalde de Timișoara, Nicolae Robu, ha insistido en que no se debe perder el control a los inversores privados.
Inicialmente, el club requirió el consentimiento del propietario de la insolvente FC Politehnica, Marian Iancu, para usar el escudo, la historia, los récords y los colores, ya que estos habían sido legados por un período de 25 años. En diciembre de 2012, se anunció que ACS Poli recibió estos de forma gratuita y que podría usarlos a partir de la temporada siguiente. Sin embargo, debido a las complicaciones de las formalidades legales y debido a las deudas de la FC Politehnica, el equipo siguió jugando con el nombre de ACS Poli y usando equipaciones negro-blanco-amarillo para sus equipos oficiales en lugar del tradicional color morado. Esto cambió en la temporada 2015-16, ya que el club recibió el derecho temporal de hacer uso de los colores históricos. A partir de febrero de 2016, se anunció que el club es el único propietario de todos los derechos pertenecientes y derivados de la marca FC Politehnica Timişoara y sus registros, tras una decisión judicial que anuló el acuerdo original entre el club fundador y los titulares de los registros, y el club insolvente de Marian Iancu.

## Entrenadores
- Valentin Velcea (agosto de 2012–octubre de 2013)
- Aurel Șunda (octubre de 2013–febrero de 2014)
- Dan Alexa (febrero de 2014-agosto de 2015)
- Florin Marin (agosto de 2015-)